# 林岳
林岳（？—1518年），字镇卿，明朝南直隶应天府人，明宪宗的女儿德清公主的丈夫。

## 生平
林岳年少时准备应试考举，对母亲很孝敬，对弟弟林峦也极其友爱。
弘治九年（1496年），明孝宗让公主下嫁给林岳，林岳被封为驸马都尉。
弘治、正德年间，祭祀明太祖、明太宗等皇帝皇后礼仪多由林岳代行。
正德十三年（1518年），林岳去世。和公主生有两个儿子，林鹿、林廌。